# Évrecy (tổng)
Tổng Évrecy là một tổng thuộc tỉnh Calvados trong vùng Normandie.

## Địa lý
Tổng này được tổ chức xung quanh Évrecy ở quận Caen. Độ cao khu vực này dao động từ 4 m (Feuguerolles-Bully) đến 285 m (Saint-Martin-de-Sallen) với độ cao trung bình 120 m.

## Hành chính
| Giai đoạn     | Ủy viên      | Đảng | Tư cách          |
| ------------- | ------------ | ---- | ---------------- |
| 1982 - actuel | Henri Girard | DVD  | Thị trưởngÉvrecy |

## Các đơn vị trực thuộc
Tổng Évrecy gồm 26 xã với dân số 17 904 người (điều tra dân số năm 1999, dân số không tính trùng)
| Xã                     | Dân số | Mã bưu chính | Mã insee |
| ---------------------- | ------ | ------------ | -------- |
| Amayé-sur-Orne         | 686    | 14210        | 14006    |
| Avenay                 | 406    | 14210        | 14034    |
| Baron-sur-Odon         | 625    | 14210        | 14042    |
| Bougy                  | 256    | 14210        | 14089    |
| La Caine               | 93     | 14210        | 14122    |
| Curcy-sur-Orne         | 382    | 14220        | 14213    |
| Esquay-Notre-Dame      | 907    | 14210        | 14249    |
| Éterville              | 1 043  | 14930        | 14254    |
| Évrecy                 | 1 263  | 14210        | 14257    |
| Feuguerolles-Bully     | 1 125  | 14320        | 14266    |
| Fontaine-Étoupefour    | 1 676  | 14790        | 14274    |
| Gavrus                 | 218    | 14210        | 14297    |
| Goupillières           | 150    | 14210        | 14307    |
| Hamars                 | 390    | 14220        | 14324    |
| Maizet                 | 238    | 14210        | 14393    |
| Maltot                 | 575    | 14930        | 14396    |
| Montigny               | 78     | 14210        | 14446    |
| Ouffières              | 158    | 14220        | 14483    |
| Préaux-Bocage          | 112    | 14210        | 14519    |
| Sainte-Honorine-du-Fay | 1 085  | 14210        | 14592    |
| Saint-Martin-de-Sallen | 456    | 14220        | 14628    |
| Tourville-sur-Odon     | 1 067  | 14210        | 14707    |
| Trois-Monts            | 338    | 14210        | 14713    |
| Vacognes-Neuilly       | 412    | 14210        | 14721    |
| Verson                 | 3 580  | 14790        | 14738    |
| Vieux                  | 585    | 14130        | 14747    |

## Biến động dân số
| 1962                                                     | 1968  | 1975   | 1982   | 1990   | 1999   |
| -------------------------------------------------------- | ----- | ------ | ------ | ------ | ------ |
| 7 800                                                    | 8 463 | 10 083 | 13 178 | 16 465 | 17 904 |
| Nombre retenu à partir de 1962 : dân số không tính trùng |       |        |        |        |        |